# Louisendorf
Louisendorf gehört als Ortsteil zur Gemeinde Bedburg-Hau im Kreis Kleve (Nordrhein-Westfalen). Es ist Teil der sogenannten Pfälzischen Sprachinsel am Niederrhein.

## Geographie

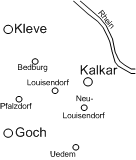
Das Siedlungsgebiet

Wie die anderen Ortschaften der Sprachinsel liegt Louisendorf auf dem Niederrheinischen Höhenzug, einem glazialen Höhenrücken am linken Niederrhein im Städtedreieck Goch, Kalkar und Kleve. Die Ortschaft bildet das ungefähre Zentrum der Sprachinsel.

## Geschichte

Wappen von Louisendorf

Louisendorf, benannt nach Königin Louise (1776–1810), entstand 1820 auf Verfügung ihres früheren Gemahls, des preußischen Königs Friedrich Wilhelm III. als Filialsiedlung kurpfälzischer Auswanderer. Diese hatten 1741 wegen ihres protestantischen Glaubens ihre mehrheitlich katholische Heimat verlassen und waren auf der Reise nach Pennsylvania (USA) an der niederländischen Grenze hängengeblieben. Ihre zwischen Goch, Kleve und Kalkar gelegenen Siedlungsgebiete – zunächst Pfalzdorf, dann Louisendorf und schließlich Neulouisendorf – werden heute noch als „pfälzische Sprachinsel“ bezeichnet. Allerdings ist der Dialekt, das „Pälzersch“, weniger dem Pfälzischen und mehr dem Hunsrückischen verwandt. So deutet der Name „pfälzisch“ auch nicht auf sprachliche, sondern auf politische Herkunft hin, eben die Kurpfalz. Für den Wunsch, das anfängliche Siedlungsgebiet durch die Gründung der Filialgemeinde auszuweiten, machte sich in den 1810er Jahren besonders der Pfalzdorfer Pfarrer Johann Friedrich Neuhaus stark.
Die Beschreibung des Wappens von Louisendorf lautet: „In Silber drei blaue Kornblumen im Verhältnis 2:1 mit goldenen Butzen.“ Die Kornblumen erinnern an die Lieblingsblume von Königin Louise.
Im Umfeld von Louisendorf und im nahegelegenen Klever Reichswald fand gegen Ende des Zweiten Weltkriegs im Februar 1945 die sogenannte Schlacht im Reichswald statt. Anschließend konnten die Alliierten bei Wesel einen Brückenkopf über den Rhein schlagen und in der Folge das Ruhrgebiet einnehmen.
Am 1. Juli 1969 wurde Louisendorf in die neugebildete Gemeinde Bedburg-Hau eingegliedert.
Die Vereinsgemeinschaft Louisendorf pflegt seit 2004 das nach dem Mundartdichter und Heimatforscher Jakob Imig (1905–1994), einem Nachfahren der Siedler, benannte Jakob-Imig-Archiv; es wurde 2005 der Öffentlichkeit zugänglich gemacht.

## Siedlungsanlage

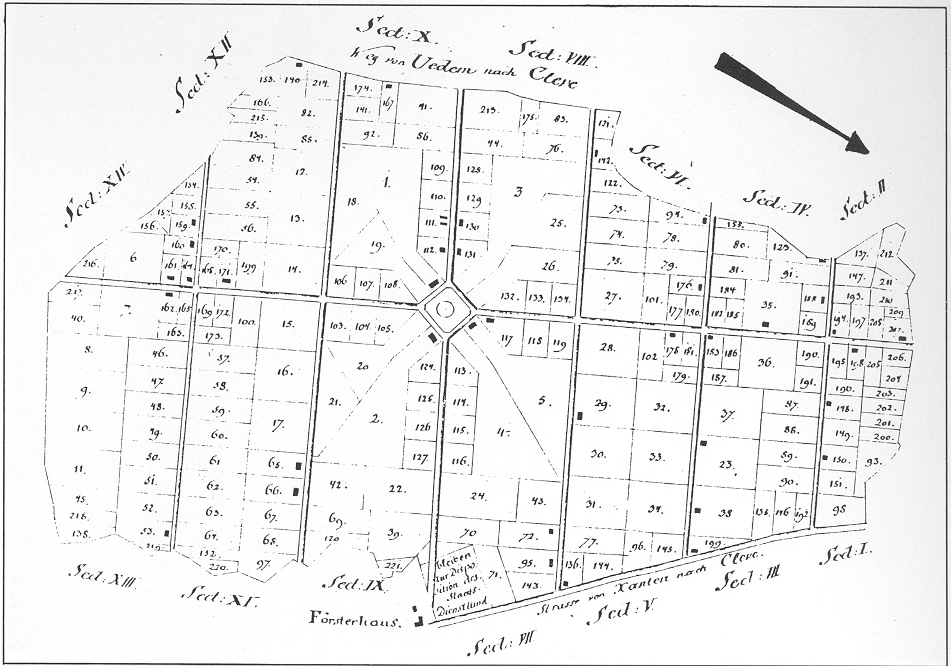
Gemeindegrundriss

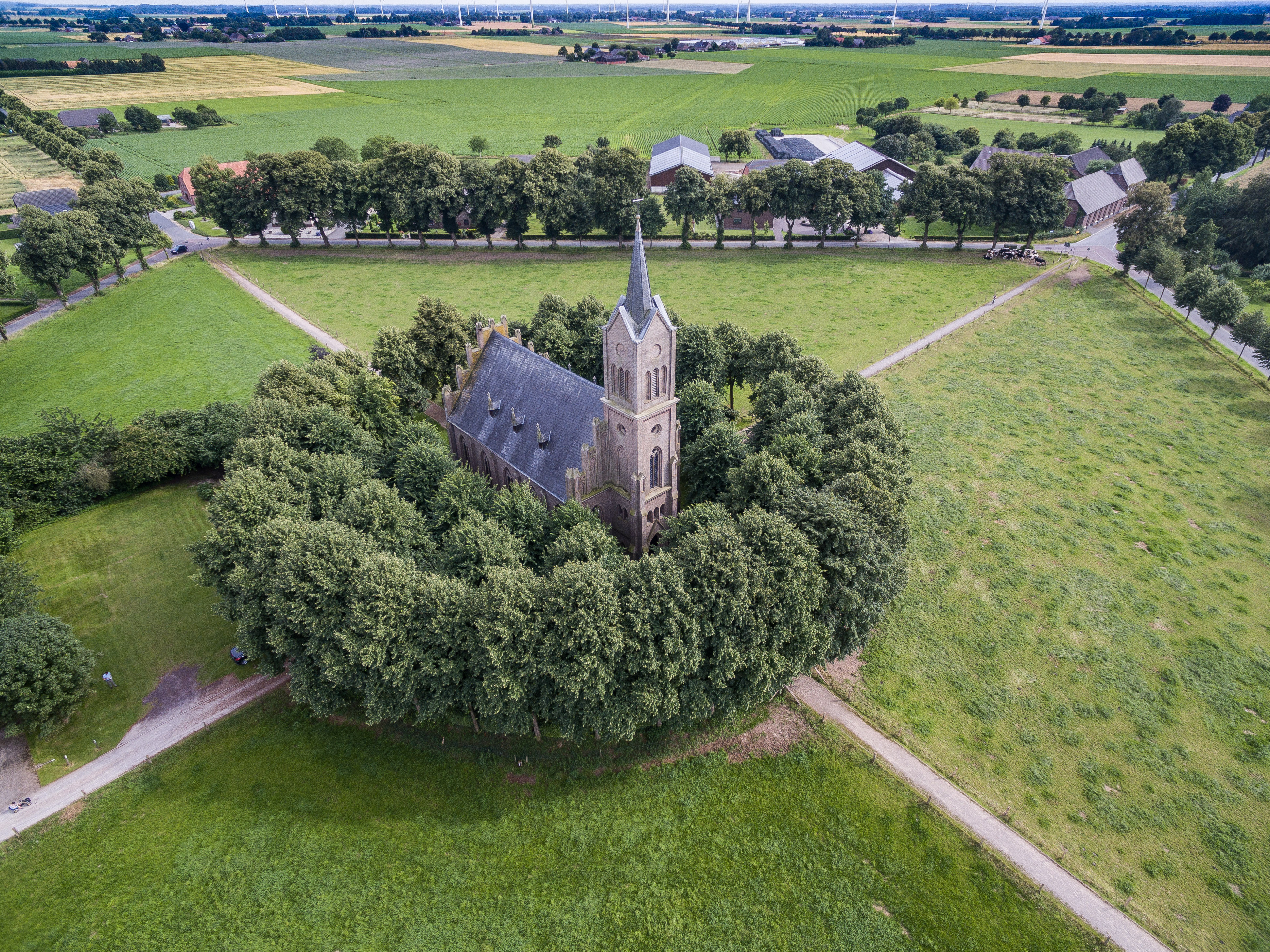
Elisabethkirche auf dem Louisenplatz

Die ursprüngliche Siedlungsstruktur mit vier Straßen, die an den Ecken eines rautenförmigen Dorfplatzes, des Louisenplatzes, einmündeten, ist noch fast vollständig erhalten. In der Mitte des etwa 4 Hektar großen und in der Art einer Allmende unbebauten Platzes steht in einem von Bäumen gebildeten Rondell die 1860/61 erbaute evangelische Elisabethkirche, die nach der Ehefrau des preußischen Königs Friedrich Wilhelm IV, Elisabeth Ludovika von Bayern, benannt wurde. Wegen der Besonderheiten seines Siedlungsgrundrisses ist Louisendorf seit 2002 als Denkmalbereich ausgewiesen:

„In dem Geltungsbereich sind die Ortsstruktur und das Erscheinungsbild einschließlich der Sichtbezüge auf die Elisabethkirche, der Dorfgrundriss, die überkommene historische Bebauung (Einzeldenkmäler wie bereichsprägende Bausubstanz) und die Freiflächen geschützt. Das Gesamterscheinungsbild wird bestimmt durch
- den historischen Siedlungsgrundriss in seiner Aufteilung durch das rasterförmige Wegesystem, teilweise alleenartig angelegt, die zentrale Platzbildung sowie das überkommene Verhältnis zwischen den bebauten und landwirtschaftlich genutzten unbebauten Freiflächen in der typischen Abfolge: Hoffläche, Nutzgarten, Obstwiese, Wiese, Ackerfläche,
- die Einzeldenkmäler bzw. das äußere Erscheinungsbild der bereichprägenden Gebäudesubstanz in ihren teilweise erhaltenen Gruppierungen zu Nachbarschaften entlang der Straßen. Der charakteristische Haustyp für Louisendorf ist das giebelständige, eingeschossige Wohn-/Stallhaus aus Backstein über langrechteckigem Grundriss mit flach geneigtem Krüppelwalmdach, mit geschlossenen Dachflächen ohne Dachaufbauten und Dacheinschnitte. Die Bauten mit Nebennutzungen sind in der Baukörperausbildung nachgeordnet und gruppieren sich freistehend um den Hof.
- die charakteristische Bepflanzung aus Einzelbäumen, Baumgruppen, Baumreihen, Obstwiesen und Schnitthecken als Gartenbegrenzung.“

Der ca. 4 ha große Platz sowie die den Platz umrandenden Linden sind zudem als Landschaftsschutzgebiet („Landschaftsschutzgebiet Louisenplatz“, LSG-4203-0003) ausgewiesen.